# Ramon Dekkers
Ramon Dekkers (Breda, 4 settembre 1969 – Breda, 27 febbraio 2013) è stato un thaiboxer olandese, tra i più famosi al mondo.
Vinse otto volte il titolo mondiale di muay thai e fu inoltre il primo non thailandese a vincere il più prestigioso dei premi nel mondo della muay thai, il "Thai boxe Fighter of the Year".
Era particolarmente noto per il suo spirito guerriero, dal momento che accettò tutti i 218 incontri richiesti, senza rifiutarne alcuno. In 51 occasioni accettò la sfida anche se infortunato, vincendo 21 incontri e perdendone 30.
È scomparso nel 2013 all'età di 43 anni, a seguito di un malore occorsogli mentre si allenava in bicicletta.